# Astus tetragonus
Astus tetragonus är en myrtenväxtart som först beskrevs av Ferdinand von Mueller och George Bentham, och fick sitt nu gällande namn av Malcolm Eric Trudgen och Barbara Lynette Rye. Astus tetragonus ingår i släktet Astus och familjen myrtenväxter.
Artens utbredningsområde är Western Australia. Inga underarter finns listade i Catalogue of Life.